# گذشته
گذشته به حوادث و رویدادهایی اشاره دارد که مربوط به زمانی قبل از یک زمانِ مشخص هستند. این کلمه در تقابل با حال و آینده قرار می‌گیرد.

## کلمهٔ گذشته به تفسیر لغت‌نامهٔ دهخدا
در لغتنامهٔ دهخدا در مدخلِ «گذشته» آمده‌است: «زمان ماضی، ماضیه، پیشین، بِشُده (انجام‌شده)، رفته، وقتی که برفته، زمانی قبل‌تر و پیش از حال و مقابل آینده. استقبال. آتیه: سالِفَه؛ ایام گذشته. بارِحَه؛ شب گذشته.